# Petržalka
Petržalka (in ungherese Pozsonyligetfalu, in tedesco Engerau o Ungerau) è un quartiere, con autonomia a livello di comune, della città di Bratislava, capitale della Slovacchia, facente parte del distretto di Bratislava V.

## Etimologia
Il nome Petržalka iniziò a circolare negli anni venti riferendosi alle verdure e alle erbe che vi si coltivavano (petržlen significa "prezzemolo").

## Storia
Riscontri storici attestano l'esistenza di Petržalka già nel 1225. Petržalka era originariamente abitata da mercenari Peceneghi, che fungevano da guardiani. Più tardi, Petržalka è diventata un quartiere cittadino di ricreazione celebre per i suoi giardini. Nel 1866 Petržalka contava solamente 594 abitanti e 103 case.
Nel 1938 fu occupata dalla Germania nazista in conseguenza dell'accordo di Monaco; dopo la Seconda guerra mondiale fu restituita alla Cecoslovacchia. Nel 1946 divenne ufficialmente parte di Bratislava.

## Architettura
Benché gran parte della moderna Petržalka sia costituita di anonimi caseggiati prefabbricati alti da 4 a 12 piani, si trovano anche alcune chiese moderne, fra le quali la più recente è la cattolica chiesa della Santa famiglia (Kostol Svätej Rodiny). 
L'edificio più alto di Petržalka è l'Aupark Tower con un'altezza di 96 metri, seguono le torri gemelle di Technopol con un'altezza di 90 metri e la torre Incheba Expo con un'altezza di 85 metri.
A Petržalka si può trovare anche un quartiere di villette indipendenti, che risalgono al periodo della vecchia Petržalka, ossia sono precedenti all'urbanizzazione dell'epoca socialista. 
Un tempo sorgeva su Viedenská cesta una chiesa antica, che fu demolita nel XX secolo.

## Attrazioni turistiche
Una delle principali attrazioni turistiche di Petržalka è il ristorante UFO sul ponte Nový Most all'altezza di 85 metri e con una piattaforma panoramica all'altezza di 95 metri; il ristorante è noto come simbolo della moderna Bratislava. È in progetto un nuovo ristorante panoramico all'ultimo piano dell'edificio Vienna Gate.

## Sport
La squadra di calcio locale è il MŠK Iskra Petržalka.